# Олга Меј Гос
Олга Меј Гос (Перт, 1916 — 1994) била је аустралијска фитопатолошкиња. Њено истраживање допринело је већој отпорности аустралијске пољопривреде открићима у области болести биљака.

## Образовање
Гос је рођена у Перту 1916. године. Била је старија од две ћерке. Њени родитељи нису имали формално образовање, али су подстицали њено интересовање за биолошке науке. У тинејџерским годинама добила је микроскоп и почела да испитује мале узорке.
Била је изузетно надарена и добила је стипендију за похађање престижне средње школе. Године 1934. освојила је државно такмичење у науци (Science Exhibition), што јој је омогућило упис на Универзитет Западне Аустралије. Дипломирала је 1937. године с највишим почастима (First Class Honours). Током студија, учествовала је у истраживању паразита код корморана, при чему је преводила стручну литературу с немачког на енглески језик.

## Каријера
Године 1938. Гос је именована за лабораторијског асистента на Универзитету Западне Аустралије. Радила је у лабораторијама за основне студије и бавила се истраживањима у области паразитологије. Већ 1939. године постаје демонстратор, што је повећало њене наставне обавезе и остављало мало времена за истраживање.
Године 1943. запослила се као патолог у Дечјој болници „Принцеза Маргарет“. У то време се разболела и наредне две године није могла да хода. Провела је више месеци у болници. У настојању да пронађе ново радно место ван болничког окружења, како би смањила ризик од инфекција, ступила је у контакт с Министарством пољопривреде Западне Аустралије, где јој је понуђен посао у области фитопатологије. У то време, многи припадници оружаних снага враћали су се у Аустралију након Другог светског рата и показивали интересовање за рад у пољопривреди, а Министарство је имало задатак да им пружи стручну подршку.
Гос је радила у Министарству пољопривреде Западне Аустралије од 1945. до 1980. године, где је каријеру завршила као виши фитопатолог. Специјализовала се нарочито за проучавање нематода. Иако је поседовала високу стручност, као жена је била мање плаћена од својих мушких колега и била је ограничена у могућности да обавља званичне теренске посете. Међу њеним првим значајним резултатима били су третмани за смањење бактеријског канцера код парадајза и чачкавости (краставости) код јабука. Пратила је ширење инфекција насталих као последица увоза, а такође је успоставила присуство нитрификујућих ризобија у региону. Касније је спровела велико истраживање нематода у Аустралији и открила да су многе болести пољопривредних култура последица напада нематода на корење, што се могло лечити фумигантима.
Године 1983. објавила је приручник под насловом Practical guidelines for nursery hygiene („Практичне смернице за хигијену у расадницима“) са препорукама за заштиту биља и контролу штеточина, који је касније послужио као основа за успостављање система акредитације расадника у Западној Аустралији.

## Награде
- 1978. године проглашена је за „Аустралијског расадничара године“ (Australian Nurseryman of the Year), као прва жена која је добила ову награду.[2][5]
- 2017. године постхумно је уврштена у Кућу славних жена Западне Аустралије (Western Australia Women's Hall of Fame).[5]

## Лични живот
Према тадашњим правилима, Гос би морала да поднесе оставку уколико би се удала, па је остала неудата и без деце, иако је била у дугогодишњој вези.
Патила је од хроничног бола и астме.